# Фокон, Филипп
Филипп Фокон (фр. Philippe Faucon; род. 26 января 1958, Уджда, Марокко) — французский кинорежиссёр, сценарист и продюсер.

## Биография
Филипп Фокон родился 26 января 1958 года в городе Уджда на северо-востоке Марокко, где провёл первые два года своей жизни. Следующие два года жил в Алжире, где его отец находился на военной службе. Получив степень магистра искусств в Университете Экс-Марсель в Экс-ан-Провансе, он дебютировал в кино как менеджер-стажёр, в частности на съёмках фильмов Леоса Каракса, Жака Деми и Рене Альо.
В 1984 году Филипп Фокон дебютировал как режиссёр короткометражной лентой «Молодёжь» (фр. La Jeunesse). Первый полнометражный фильм Фокона «Любовь», срежиссированный им в 1990 году, участвовал и получил награду в секции Перспективы французского кино Каннского международного кинофестиваля 1990 года.
Главной темой фильмов Филиппа Фокона стало тяжёлое положение мигрантов из разных стран мира. Такими были его фильмы «Самия» (2000) и лента 2015 года «Фатима», за которую режиссёр был номинирован на кинопремию «Люмьер» 2015 за лучший сценарий. Фильм также получил 4 номинации на получение в 2016 году премии «Сезар», в том числе в категории по лучший фильм, Филипп Фокон получил награду за «Лучший адаптированный сценарий».